# L'Évadée (film, 1935)
Pour l’article homonyme, voir L'Évadée.

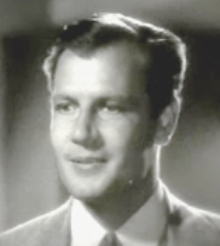
Joel McCrea dans le générique du film.

L'Évadée (Woman Wanted) est un film américain réalisé par George B. Seitz et sorti en 1935.

## Synopsis
Une femme condamnée à tort pour meurtre s'évade avec l'aide d'un jeune avocat qui la cache de la police et des gangsters qui l'ont piégée.

## Fiche technique
- Titre original : Woman Wanted
- Réalisation : George B. Seitz
- Scénario : Leonard Fields, David Silverstein, Otis Garrett d'après Get That Girl de Wilson Collison[2].
- Producteur : Phil Goldstone
- Photographie : Charles G. Clarke
- Montage : Ben Lewis
- Musique : William Axt
- Production : Metro-Goldwyn-Mayer
- Distributeur : Loew's Inc.
- Durée : 67 minutes
- Date de sortie : 2 août 1935

## Distribution
- Maureen O'Sullivan : Ann Gray
- Joel McCrea : Tony Baxter
- Lewis Stone : District Attorney Martin
- Louis Calhern : Smiley Gordon
- Edgar Kennedy : Sweeney
- Adrienne Ames : Betty Randolph
- Robert Greig : Peedles
- Noel Madison : Joe Metz
- William B. Davidson : Collins
- Richard Powell : Lee
- Erville Alderson : Constable
- Gertrude Short : Gertie
- Clay Clement : un homme de main de Smiley

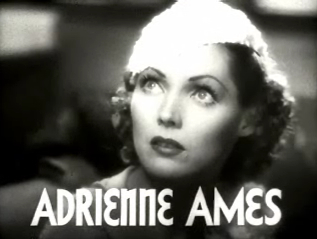
Adrienne Ames
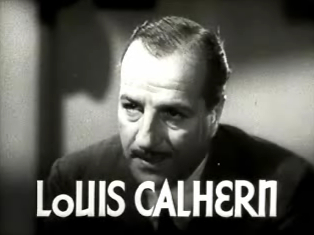
Louis Calhern
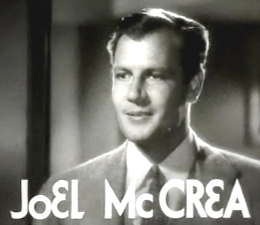
Joel McCrea
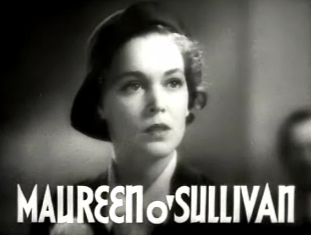
Maureen O'Sullivan
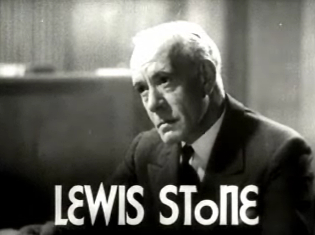
Lewis Stone